# Culture du département des Vosges
La culture dans les Vosges désigne tous les aspects d'ordre culturel dans ce département français de la région Grand Est.

## Spectacle vivant

### Salles de spectacle

#### Théâtres
- Bussang : Le théâtre du Peuple est un lieu historique fondé en 1895.

### Festivals
Festival des abbayes en Lorraine 

## Patrimoine

### Musées
Les Vosges dispose de nombreux musées :
- Broderie de Fontenoy-le-Château
- Cité de l'Image
- Écomusée vosgien de la brasserie
- Ferme-musée de la Soyotte
- Maison de la musique mécanique et de la dentelle
- Mines d'argent de La Croix-aux-Mines
- Moulin Gentrey
- Musée du bois de Saulxures-sur-Moselotte
- Musée du Chapitre
- Musée Charles-de-Bruyères
- Musée Charles-Friry
- Musée départemental d'art ancien et contemporain
- Musée Ève-Lavallière
- Musée des Hautes-Mynes du Thillot
- Musée Henri-Mathieu
- Musée de la Lutherie et de l'Archèterie françaises
- Musée de la Terre (Rambervillers)
- Musée du textile des Vosges
- Musée Pierre-Noël de Saint-Dié-des-Vosges
- Musée du verre et des activités anciennes de la forêt
- Scierie de la Hallière
- Scierie du Lançoir

## Littérature
- Maurice Barrès, est un écrivain et homme politique français ;  antisémite, il est une figure de proue du nationalisme français
- Nicolas Gilbert, poète et satiriste
- Nicolas Mathieu, écrivain, prix Goncourt 2018
- Pierre Pelot, écrivain extrêmement prolifique, on lui attribue près de 200 titres
- Maria Pourchet, romancière
- Richard Rognet, diplômé de l’école normale d’instituteurs de Mirecourt, il étudie ensuite les Lettres à l’université de Nancy. Il publie son premier recueil en 1966. Sa rencontre avec Alain Bosquet en 1971 marque pour lui une étape importante dans son parcours de poésie. Il perd son père en 1991, année où il entre à l’Académie Mallarmé. En 1994, il devient chevalier dans l’ordre des Arts et des Lettres

## Bandes dessinées
- Frédéric Boilet
- Les Vosges, une terre d'histoire, Didier Pagot, Bertrand Munier .

## Cinéma et télévision
- Liste de films tournés dans le département des Vosges, dont Les Grandes Gueules (1965)
- Acteurs liés aux Vosges : Roger Viry-Babel, Frédéric Pottecher, Emmanuelle Riva (1927-2017), Valérie Donzelli...

## Entreprises du patrimoine vivant
Entreprise du patrimoine vivant est un label officiel français, créé en 2005, délivré sous l'autorité du ministère de l'Économie et des Finances, afin de distinguer des entreprises françaises aux savoir-faire artisanaux et industriels jugés comme d'excellence.
- En février 2017, vingt entreprises labellisées patrimoine étaient répertoriées dans les Vosges[2].

## Marque territoriale
Je Vois la Vie en Vosges, impulsé par le Conseil départemental.

## Langue
D'après Abel Hugo, en 1835, il existait entre les habitants des diverses communes du département, des différences notables dans le parler vosgien.
Vers 1845, l'accent alsacien dominait dans les contrées qui touchent aux départements du Haut et du Bas-Rhin. Quant à l'accent comtois, il dominait lui aussi dans les contrées qui avoisinent le département de la Haute-Saône.
À la même époque, le vieil accent lorrain, ayant survécu aux révolutions politiques, était encore présent dans les villes comme dans les campagnes, trahissant l'origine du Vosgien. Le patois était encore à cette époque l'idiome privilégié des communes rurales.